# 郵輪中心駅
郵輪中心駅（クルーズセンターえき、閩南語:Iû-lûn Tiong-sim tsām）は、中華人民共和国福建省廈門市湖里区湖里街道廈門国際クルーズセンター北東側にある、廈門軌道交通2号線の駅である。

## 歴史
- 2019年12月25日2号線の駅として開業。

## 駅構造

### のりば
| 番線 | 路線              | 方面                                    | 行先        |
| ---- | ----------------- | --------------------------------------- | ----------- |
|      | 廈門軌道交通2号線 | 海滄湾公園・馬青路・馬鑾中心・東孚 方面 | 天竺山 行き |
|      | 廈門軌道交通2号線 | 東宅・五通・湿地公園・鍾宅 方面         | 五縁湾 行き |

## 隣の駅
廈門軌道交通
■2号線
建業路駅 - 郵輪中心駅 - 海滄湾公園駅